# Roberto D'Alessandro (calciatore)
Roberto D'Alessandro (Arroyo Seco, 21 aprile 1919 – Arroyo Seco, 22 ottobre 1959) è stato un calciatore argentino, di ruolo attaccante.

## Caratteristiche tecniche
Giocava come centravanti.

## Carriera

### Club
Cresciuto nel Rosario Central, D'Alessandro debuttò in prima squadra nel campionato 1939, il primo del club in massima serie nazionale. Dopo due presenze passò al River Plate; fece parte di uno scambio tra i due club che portò lui e Humberto Maffei al River, mentre Raúl Martínez I e Humberto Coloccini andarono al Rosario Central. Con la nuova maglia esordì il 14 maggio 1939 contro l'Atlanta.
Segnò la sua prima rete il 26 novembre contro il Lanús; in quella stessa partita ne segnò altre 3. La sua prima annata al River si concluse così con 3 presenze e 7 reti. L'anno seguente divenne il centravanti titolare del club dalla banda rossa: ne fu il miglior marcatore stagionale, con 25 reti in 30 partite. Nel campionato del 1941 giocò 17 incontri, e realizzò 10 gol, prendendo parte alla prima stagione de La Máquina. Nel 1942 segnò 8 gol in 8 partite, ma aveva perso il posto di centravanti, ceduto a Pedernera; decise quindi di trasferirsi al Racing di Avellaneda.
Con i bianco-celesti esordì il 18 aprile, giorno della prima giornata del campionato 1943. Marcò la prima rete il 2 maggio contro il Lanús; il suo primo torneo con il Racing si chiuse con 18 gol in 23 partite. Nel 1944 superò la cifra dell'anno precedente, assommando 19 marcature. Giocò da titolare anche la Primera División 1945 (23 incontri, 17 reti), per poi ritirarsi nel 1947.

## Palmarès

### Club

#### Competizioni nazionali
- Campionato argentino: 2

River Plate: 1941, 1942